# Olvaldi
En la mitología nórdica, Olvaldi era uno de los gigantes, padre de Þjazi, Gangr e Idi y abuelo de Skaði.
Según lo relatado por Snorri Sturluson en Skáldskaparmál, Edda prosaica, Olvaldi tenía muchas riquezas en oro y cuando murió sus tres hijos dividieron entre ellos la herencia, por el método de ir dándole un bocado por turnos. Por esta razón, la expresión nórdica "el discurso de Þjazi, Gangr y Idi" es metáfora de oro.
En Haustlöng, Þjazi es llamado "el hijo del pretendiente de Greip". Aunque, en este caso, Greip podría hacer referencia como un nombre genérico de giganta, y el kenningar podría significar simplemente "gigante".